# Alpaida trilineata
Alpaida trilineata är en spindelart som först beskrevs av Władysław Taczanowski 1878.  Alpaida trilineata ingår i släktet Alpaida och familjen hjulspindlar.
Artens utbredningsområde är Peru. Inga underarter finns listade i Catalogue of Life.